# Овсянников, Николай Михайлович
Николай Михайлович Овсянников (1928—1984) — советский хозяйственный, государственный и политический деятель.

## Биография
Родился в 1928 году в Паньково. Член КПСС.
С 1946 года — на хозяйственной, общественной и политической работе. В 1946—1984 гг. — хозяйственный и советский работник в Московской области, первый секретарь Ленинского райкома КПСС Московской области, заведующий отделом организационно-партийной работы Московского областного комитета КПСС, заместитель председателя исполкома Московского областного Совета народных депутатов.
Делегат XXIV и XXV съездов КПСС.
Умер в Москве в 1984 году.
Почётный гражданин Ленинского района Московской области.